# چال‌آب‌دارلی
چال‌آب‌دارلی (به لاتین: Cilovdarlı) یک منطقه مسکونی در جمهوری آذربایجان است که در شهرستان تووز واقع شده است. چال‌آب‌دارلی ۱۲۳۷ نفر جمعیت دارد.